# 東京都交通局5500形電車 (鉄道)
東京都交通局5500形電車（とうきょうとこうつうきょく5500がたでんしゃ）は、2018年（平成30年）6月30日より営業運転を開始した、東京都交通局（都営地下鉄）浅草線用の通勤形電車。

## 概要
本形式は、「日本らしさとスピード感が伝わる車両」を開発コンセプトに、浅草線リニューアル・プロジェクトの第1弾として、老朽化した5300形の置き換えを目的に導入された。

## 車体
国際的にも日本のイメージとして一般的で、かつ浅草線沿線とゆかりのある歌舞伎の隈取をイメージしたデザインで、窓周りは黒い塗装、戸袋部には金色のラインが入れられ、側扉窓は独特の形状になった。車体の上部のラインと扉の色はローズピンク色が採用されたが、浅草線の車両でラインカラーと同じ塗装が採用されたのは本形式が最初である。
前照灯は粒状のLED10灯による構成で、内側の4灯がロービーム、外側の6灯がハイビーム用となっている。
車体構造は、総合車両製作所のステンレス車体のブランドであるsustina（サスティナ）による軽量ステンレス車体を採用した。車体は、万が一の衝突事故の発生を考慮した構体構造を採用している。

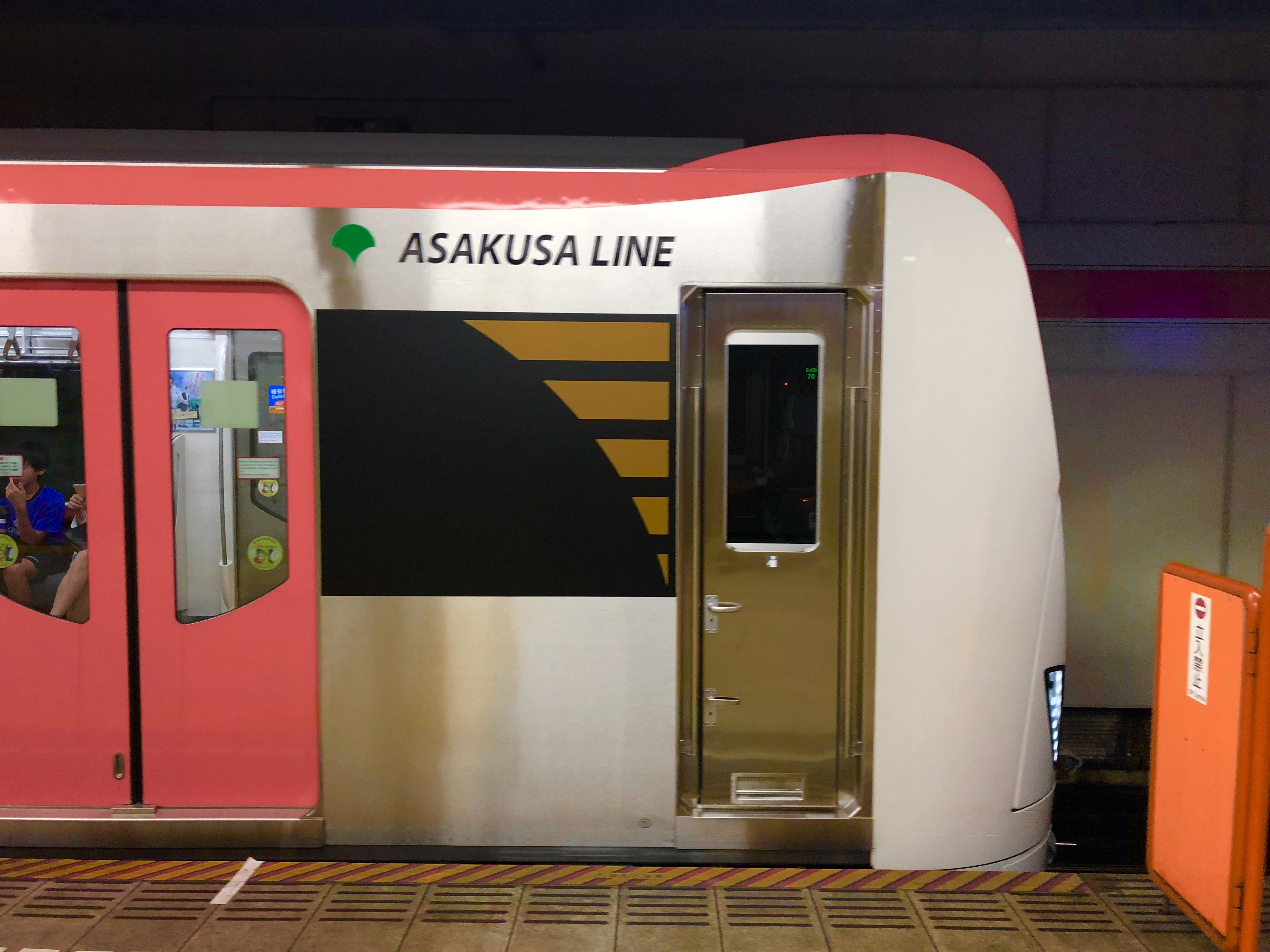
側扉周辺のデザイン

## 内装
車内は白色の和紙をモチーフとした内装板を基調とし、妻面壁に竹をイメージした模様を採用した。床敷物は濃い茶色であり、出入口部のみ黄色としている。寄せ小紋のほか、東京の伝統工芸品である江戸切子などの柄とともに、沿線由来のイラストを使用し、落ち着きのある和の雰囲気の中にも遊び心を持たせた。
側窓はUV・IRカットのグリーン色ガラスで、車端部は固定式の1枚窓、7人掛け座席部は2分割されており、その片側が開閉可能な下降窓となっている。座席表地は一般席（各ドア間の7人掛け）の背もたれを赤色系、優先席（連結面寄り4人掛けまたは2人掛け）は青色系とし、座面は亀甲模様入りの灰色とした。客用ドアの室内側はステンレス仕上げで、ドアガラスには複層ガラスを使用している。
側窓カーテンおよび連結面貫通扉には梅の花、花火、浅草寺の提灯、日本橋、神輿、歌舞伎の隈取、日本人形の沿線由来のイラストを入れている。室内灯にはLED照明を採用している。各車両の客室天井4ヶ所に防犯カメラを設置している。
座席はロングシートで、1人あたりの座席掛け幅が475 mm（既存5300形より15 mm広い）のバケットシートとしている。
両先頭車には車椅子スペース、中間車にはフリースペースを設置している。これらのスペースには、暖房器、非常通報装置、2段式手すりを備えるほか、車椅子スペースのみ車椅子固定器具を備えている。
戸閉装置（ドアエンジン）には富士電機製のラック・アンド・ピニオン（FCPM）方式が採用されている。直通先に合わせて両端のみあるいは中央のみを開放する機能を有する。空調装置は三菱電機製集中式の 58.14kW（50,000kcal/h）出力品を各車1台搭載する（TCL-1E形）。空気清浄機も装備している。

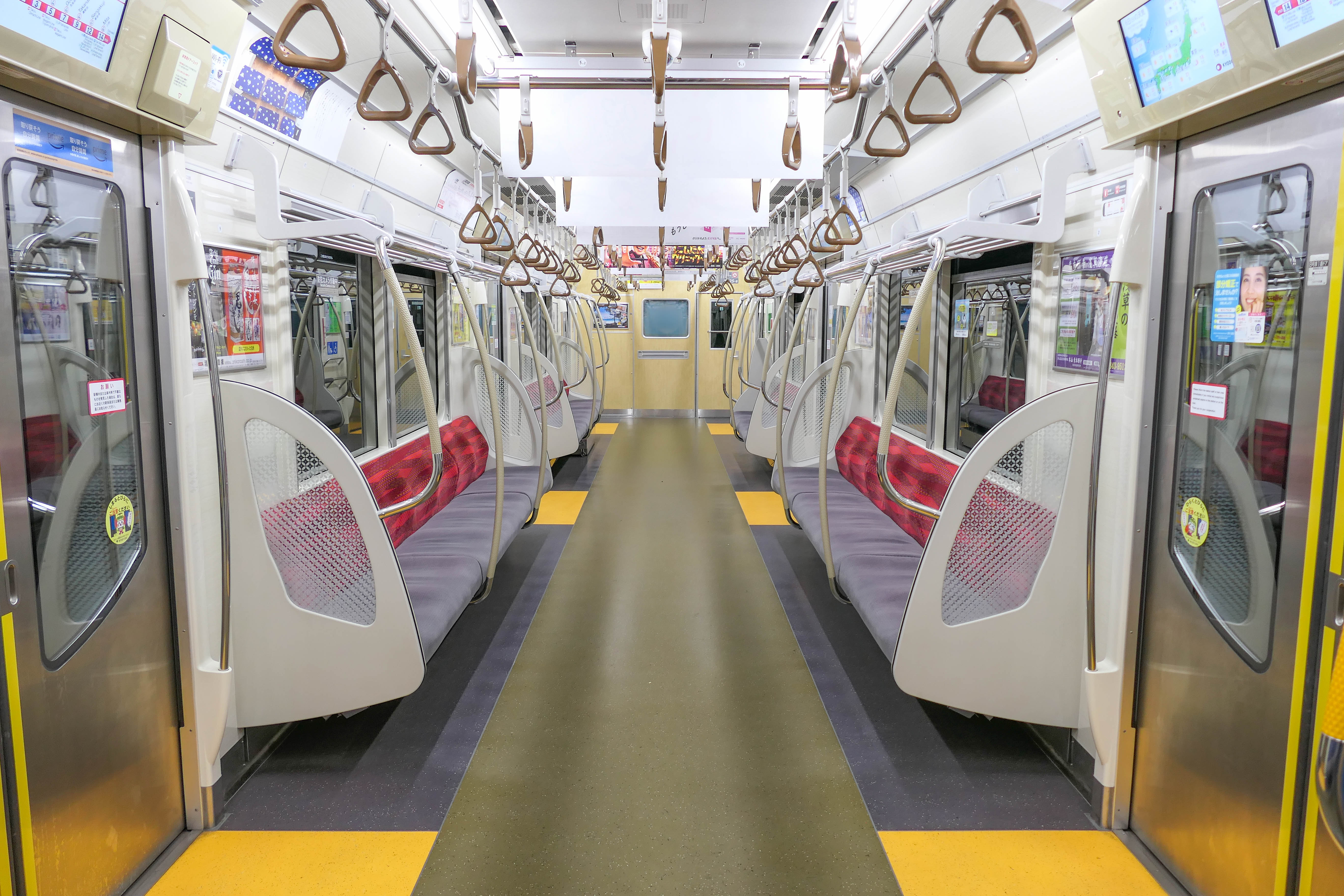
車内全景
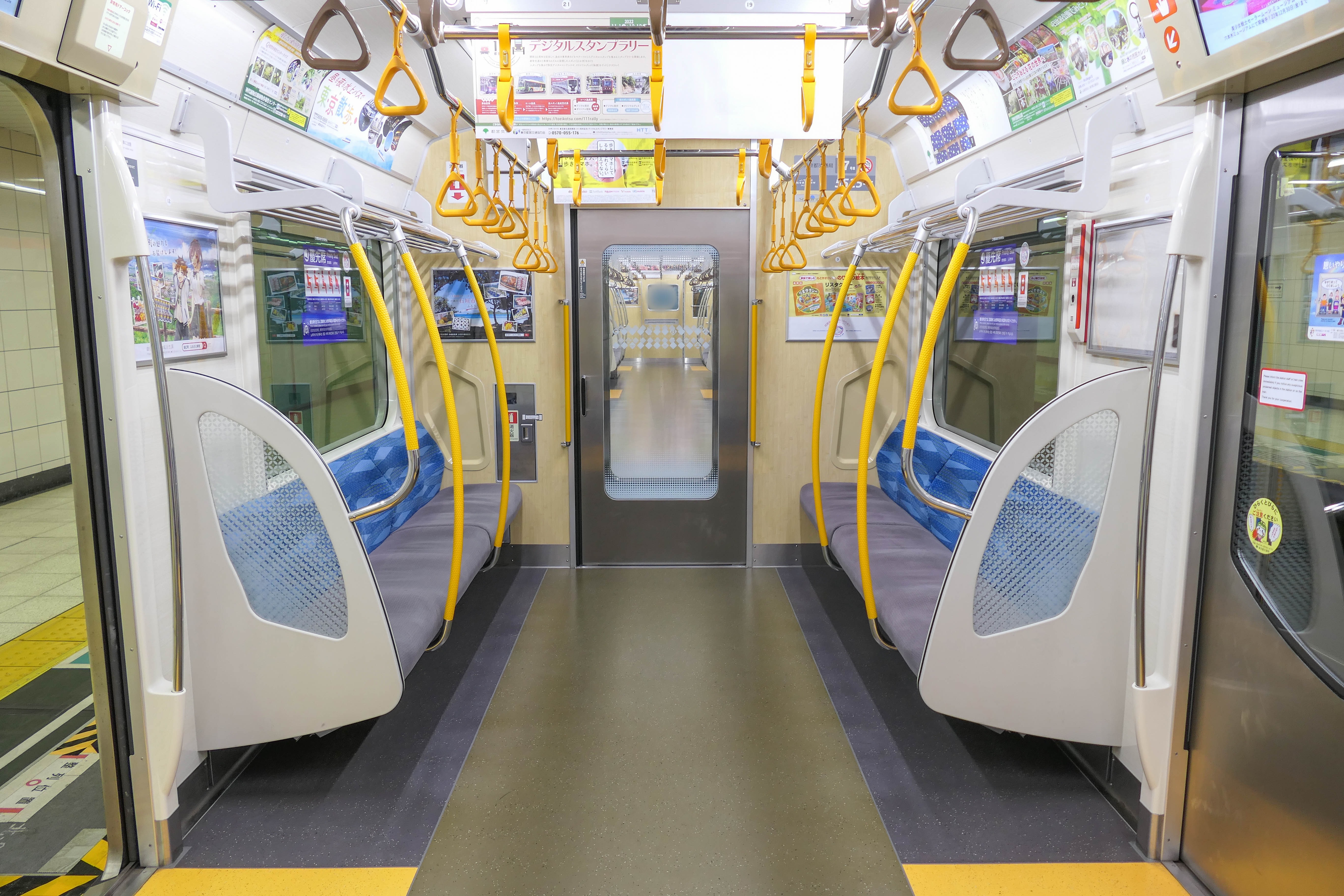
車端部の優先席
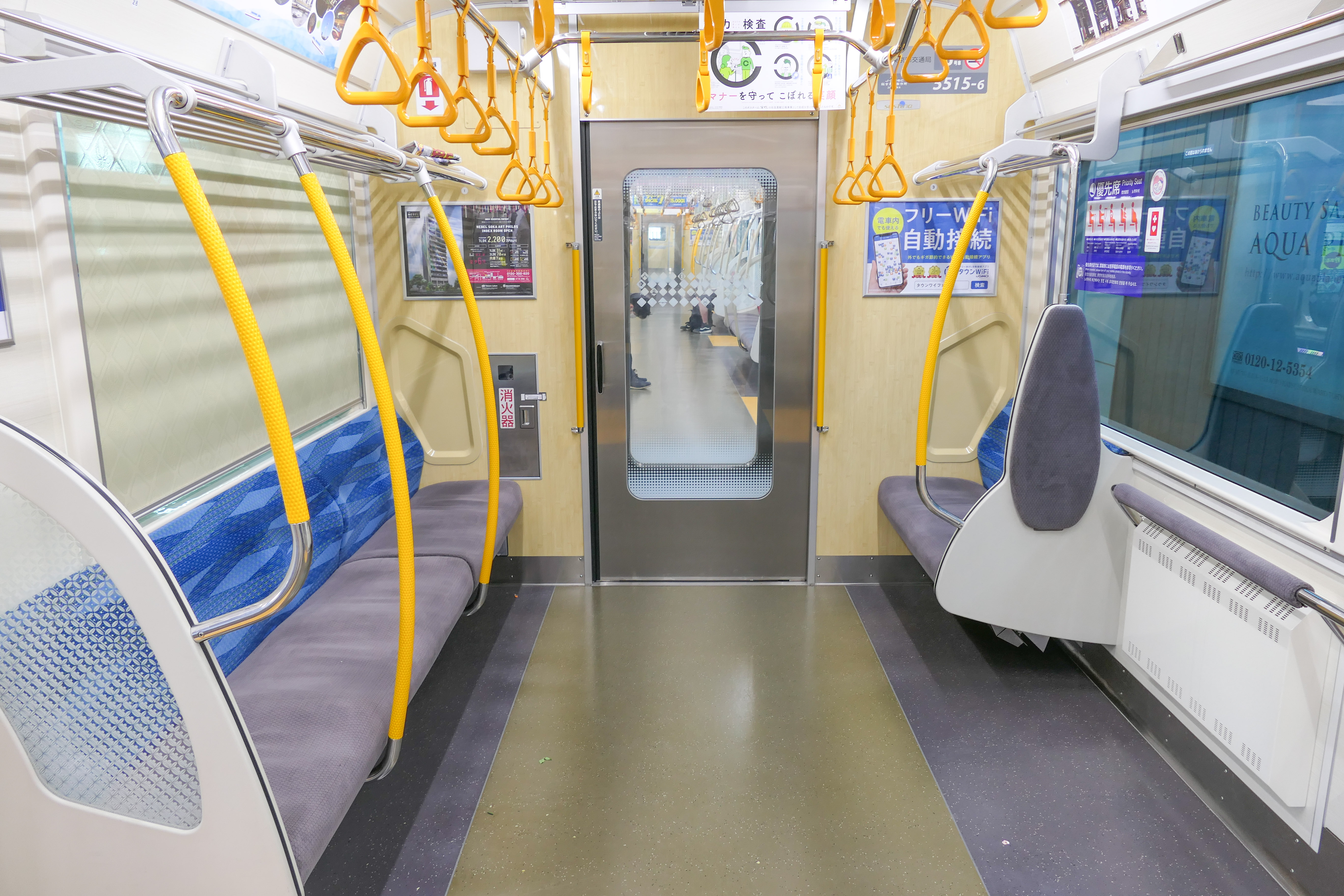
中間車のフリースペース
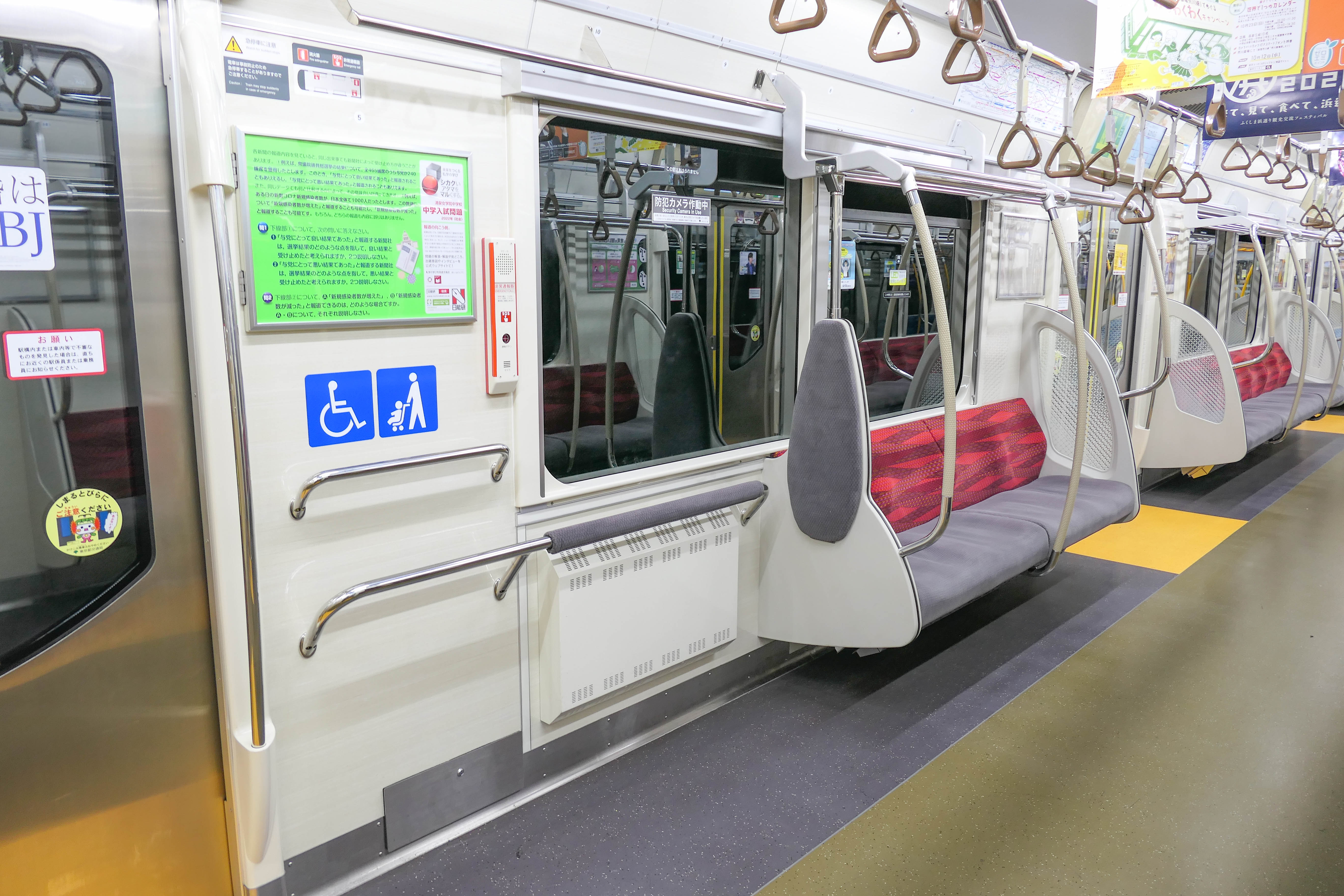
先頭車の車椅子スペース。車椅子固定器具を備える。

### 旅客案内機器
車内の各ドア上部には17インチ液晶ディスプレイ (LCD) を用いた車内案内表示器を設置した。LCD画面は2台が設置され、左側を広告動画用（愛称・チカッ都ビジョン）として、右側を行先案内・乗り換え案内等の旅客案内用として使用する。
放送装置には自動放送装置を搭載している。本形式では直通先の放送も対応しており、京急線内では主要駅の英語放送を、北総線内では注意啓発放送を、京成線内は3700形・3000形・3100形と同仕様のアクセス特急の案内放送とその他の京成線内での注意啓発放送をそれぞれ流すことができる。
前面・側面の行先表示器はフルカラーLED方式を使用している。前面表示器は、種別・行先表示および運行表示機能のほか、左右に尾灯 + 急行灯を備えている。
行先表示については、京急線内の「京急」を冠する駅名のみ略さずに表示していたが、2021年より京成線内の「京成」を冠する駅名も略さずに表示するようになった。また、運用当初から「快特」と「快速特急」の表示を両方持っている。

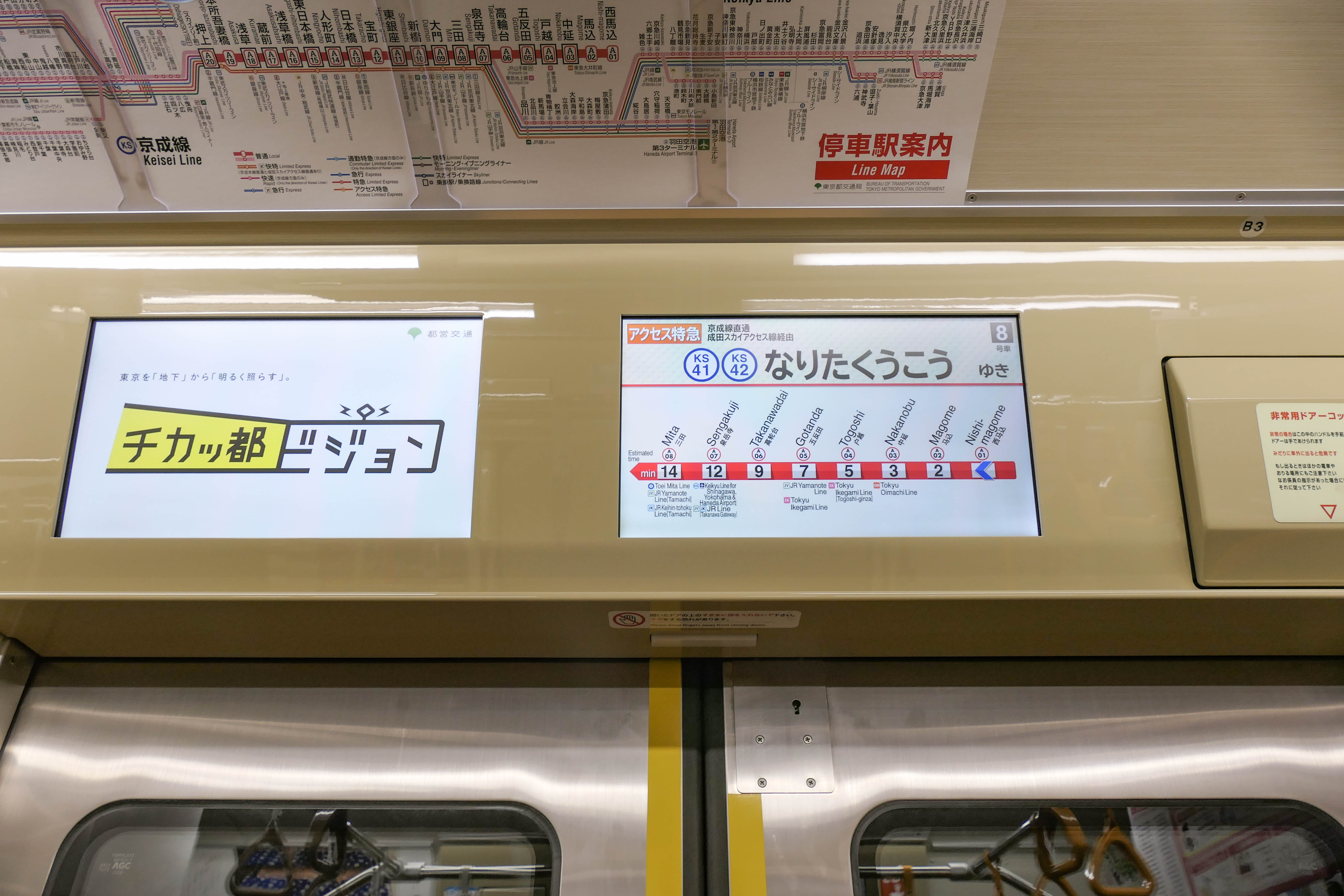
車内案内表示器
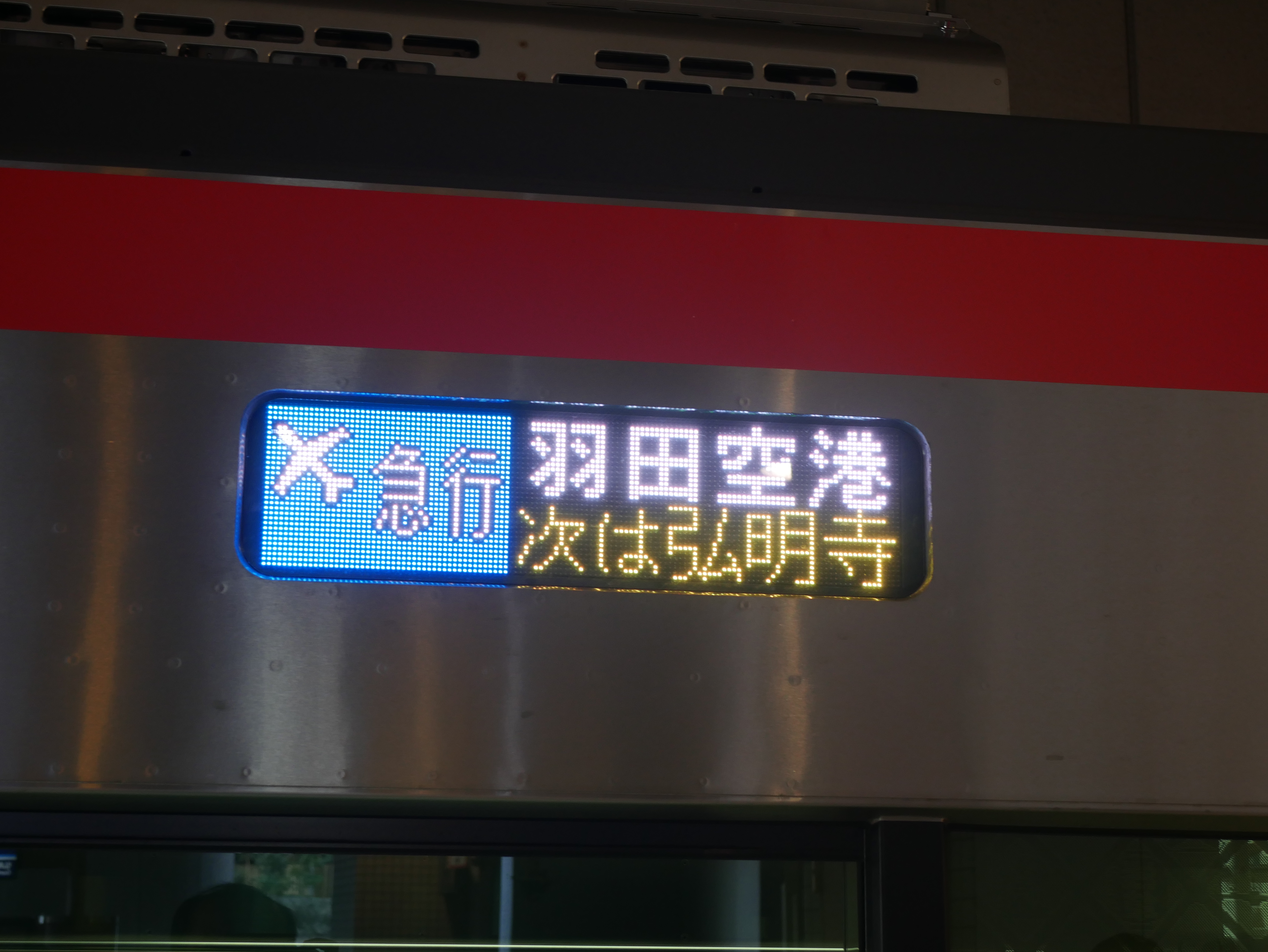
側面行先表示器

### 乗務員室
乗務員室は速度計・圧力計や表示灯類を廃し、これらを液晶モニターに表示するグラスコックピット方式を採用している。マスコンハンドルはT字型ワンハンドル式で、力行 1 - 5ノッチ、常用ブレーキ 1 - 7段、非常となっている。力行・常用ブレーキともに5300形よりもノッチ数を増加させている。
乗務員室内には非常用ハシゴを備えるほか、先頭車の客室座席下にも非常用ハシゴを収納しており、後者は客用ドア部に架けることで避難に使用することができる。車掌スイッチは従来の機械式に代わり間接制御式（リレー式）を採用している。

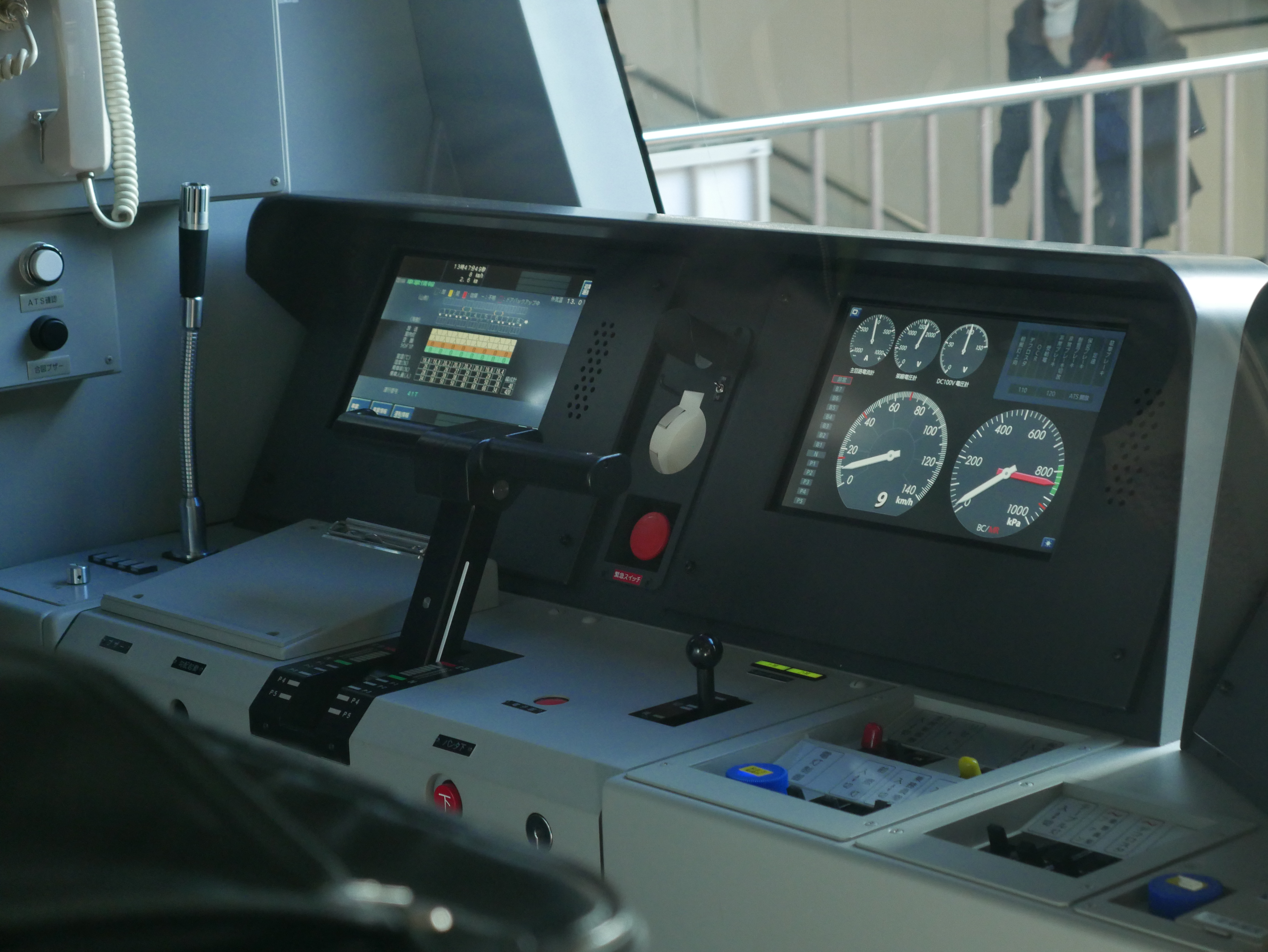
乗務員室の液晶モニター・マスコンハンドル

## 走行機器など
制御装置は三菱電機製フルSiC-MOSFETパワーモジュール素子を使用した2レベルVVVFインバータ制御を採用した
。各電動車に制御装置を搭載する1C4M制御方式（TINV-1B形）。主電動機は155 kW出力を有する三菱電機製のMB-5160-C形（都形式: TIM-1B形）全閉式かご形三相誘導電動機である。
補助電源装置は富士電機製の定格出力 260kVA 静止形インバータ (SIV)を搭載している（CDA173形・三相交流440V出力）。空気圧縮機はドイツ・クノールブレムゼ製オイルフリーレシプロ式を使用している（VV180-T ASU形・吐出量 1,300L/min）。騒音低減のため、箱に収納されたものとなっている。
台車は直通規格に沿った総合車両製作所製のボルスタ付き軸梁式空気ばね台車を使用している。形式は電動台車はT-1D形（先頭車・メーカー形式 TS-842形）およびT-1E形（中間車・メーカー形式 TS-842A形）、付随台車はT-1F形 (TS-843形)またはT-1G形（TS-843A形）となっている。基礎ブレーキは片押し式ユニットブレーキのほか、付随台車では1軸1枚のディスクブレーキを併用している。
先頭車両は制御電動車としているが、連結器は従来車の並形自動連結器ではなく、都営地下鉄新宿線10-300形でも採用された電気式密着連結器に変更された。併設されている電気連結器は本形式同士のみならず京急車との救援にも対応する。集電装置（パンタグラフ）は東洋電機製造製のPT7180-A形シングルアーム式を3・6号車に搭載する。

## 編成表
- 凡例
  - VVVF：制御装置、SIV：補助電源装置、CP:空気圧縮機、BT：蓄電池
  - ■の網掛けの車両番号は2023年6月5日に馬込車両検修場での脱線事故で廃車となり、代替車両が組み込まれる予定。

| | ← 浦賀・西馬込押上・成田空港・印旛日本医大 →                          |                                                                       |                                                                       |                                                                       |                                                                       |                                                                       |                                                                       |                                                                       |        |
| 形式 | 5500-1 (M1c)                                                          | 5500-2 (M2)                                                           | 5500-3 (M3)                                                           | 5500-4 (T4)                                                           | 5500-5 (T5)                                                           | 5500-6 (M6)                                                           | 5500-7 (M7)                                                           | 5500-8 (M8c)                                                          | 製造年 |
| 機器配置 | VVVF,BT                                                               | VVVF                                                                  | VVVF                                                                  | SIV,CP                                                                | SIV,CP                                                                | VVVF                                                                  | VVVF                                                                  | VVVF,BT                                                               | 製造年 |
| 車両番号 | 5501-1 5502-1 5503-1 5504-1 5505-1 5506-1 5507-1 5508-1               | 5501-2 5502-2 5503-2 5504-2 5505-2 5506-2 5507-2 5508-2               | 5501-3 5502-3 5503-3 5504-3 5505-3 5506-3 5507-3 5508-3               | 5501-4 5502-4 5503-4 5504-4 5505-4 5506-4 5507-4 5508-4               | 5501-5 5502-5 5503-5 5504-5 5505-5 5506-5 5507-5 5508-5               | 5501-6 5502-6 5503-6 5504-6 5505-6 5506-6 5507-6 5508-6               | 5501-7 5502-7 5503-7 5504-7 5505-7 5506-7 5507-7 5508-7               | 5501-8 5502-8 5503-8 5504-8 5505-8 5506-8 5507-8 5508-8               | 2018年 |
| 車両番号 | 5509-1 5510-1 5511-1                                                  | 5509-2 5510-2 5511-2                                                  | 5509-3 5510-3 5511-3                                                  | 5509-4 5510-4 5511-4                                                  | 5509-5 5510-5 5511-5                                                  | 5509-6 5510-6 5511-6                                                  | 5509-7 5510-7 5511-7                                                  | 5509-8 5510-8 5511-8                                                  | 2019年 |
| 車両番号 | 5512-1 5513-1 5514-1 5515-1 5516-1 5517-1 5518-1 5519-1 5520-1 5521-1 | 5512-2 5513-2 5514-2 5515-2 5516-2 5517-2 5518-2 5519-2 5520-2 5521-2 | 5512-3 5513-3 5514-3 5515-3 5516-3 5517-3 5518-3 5519-3 5520-3 5521-3 | 5512-4 5513-4 5514-4 5515-4 5516-4 5517-4 5518-4 5519-4 5520-4 5521-4 | 5512-5 5513-5 5514-5 5515-5 5516-5 5517-5 5518-5 5519-5 5520-5 5521-5 | 5512-6 5513-6 5514-6 5515-6 5516-6 5517-6 5518-6 5519-6 5520-6 5521-6 | 5512-7 5513-7 5514-7 5515-7 5516-7 5517-7 5518-7 5519-7 5520-7 5521-7 | 5512-8 5513-8 5514-8 5515-8 5516-8 5517-8 5518-8 5519-8 5520-8 5521-8 | 2020年 |
| 車両番号 | 5522-1 5523-1 5524-1 5525-1 5526-1 5527-1                             | 5522-2 5523-2 5524-2 5525-2 5526-2 5527-2                             | 5522-3 5523-3 5524-3 5525-3 5526-3 5527-3                             | 5522-4 5523-4 5524-4 5525-4 5526-4 5527-4                             | 5522-5 5523-5 5524-5 5525-5 5526-5 5527-5                             | 5522-6 5523-6 5524-6 5525-6 5526-6 5527-6                             | 5522-7 5523-7 5524-7 5525-7 5526-7 5527-7                             | 5522-8 5523-8 5524-8 5525-8 5526-8 5527-8                             | 2021年 |
| - 車両番号は、4桁の数字の後にハイフンを置き1桁の数字を配しており、 4桁のうちの上2桁は形式を、下2桁は編成番号を、ハイフン以下の1桁は編成内の順位を表す。 順位を表す数字は、西馬込方から1 - 8の順に付されており、現車の標記は小書き（例：5501-8）されている。例えば5502-3であれば第2編成の3両目を表す。 |                                                                       |                                                                       |                                                                       |                                                                       |                                                                       |                                                                       |                                                                       |                                                                       |        |

## 運用
2017年12月9日に開催された「都営フェスタ」において、お披露目を行った。
試運転の後、2018年6月30日より営業運転を開始した。当初は自局線の泉岳寺 - 西馬込間を往復するのみの運用であった。
その後、8月6日に京成線、8月22日に北総線に入線し乗務員訓練を行い、2018年9月3日より自局線全線に運用範囲を拡大したと同時に、京成線・北総線内での営業運転を開始した。2018年9月18日には京急線内での営業運転も開始した。
本形式は京急のエアポート快特や京成のアクセス特急としての運用にも対応し、都営車による成田スカイアクセス線での運用は、2022年2月26日のダイヤ改正で設定された。
現在では、京成電鉄の本線（青砥～成田空港間）・成田スカイアクセス線・押上線、北総鉄道北総線、都営浅草線、京急電鉄の本線（泉岳寺～堀ノ内間）・空港線・逗子線・久里浜線で運用されている。
2016年の計画では2021年までに全27編成の更新を目標に、2017年度に1編成、2018年度に7編成の導入が発表された。2019年の計画では、2019年度と2020年度に7編成ずつを導入、2021年度にも残り5編成を導入して完了させた。
2023年6月5日馬込車両検修場で、営業運転のために出庫作業を行っていた5507Fが、5両目から7両目にかけ脱線した。当該編成は5～8号車が同年12月に総合車両製作所に陸送入場ののち、2024年5月28日・30日の2日にかけて、解体のため搬出された。

## 関連イベント
5500形登場を記念し、YouTube都営交通公式チャンネルにて、松竹の協力を得て、歌舞伎とコラボレーションした動画を制作・公開。
- 動画タイトル：KABUKI UNDERGROUND
- 出演
  - 獅子：中村壱太郎
  - 胡蝶：上村紳太郎・市村大雅
- 使用楽曲
  - 曲名：鏡獅子
  - 唄：七代目 芳村伊十郎